# 岡山市立岡南小学校
岡山市立岡南小学校（おかやましりつ こうなんしょうがっこう）は、岡山県岡山市北区岡南町2丁目にある公立小学校。

## 沿革
- 1932年（昭和7年）
  - 7月7日 - 岡山市岡南尋常小学校創立。清輝学区より奥田、二日市、旭町（下）七日市と二日市町、下内田上、旭町は鷲尾橋通し以南、福浜学区より十日市、青江を分割統合して岡南学区とした。
  - 10月7日 - 岡山市岡南尋常小学校の開校式挙行。
- 1933年（昭和8年）9月1日 - 通学区域変更により、奥田191～248番地を鹿田学区より編入。
- 1941年（昭和16年）4月1日 - 国民学校令により、岡山市立岡南国民学校と改称。
- 1945年（昭和20年）
  - 6月29日 - 戦災により体育器具庫、日光浴室を残して校舎焼失。
  - 8月15日 - 校庭、奥田公会堂、青江公会堂、お舟人稲荷、春日神社境内において授業開始。
- 1947年（昭和22年）
  - 3月 - 第1期復興工事竣工（10教室）。
  - 4月1日 - 学制改革により、岡山市立岡南小学校と改称。
- 1951年（昭和26年）12月3日 - 第4期復興工事竣工（理科室）。
- 1952年（昭和27年）11月1日 - 第5期復興工事竣工（2階建4教室）。
- 1954年（昭和29年）
  - 4月1日 - 通学区域変更により、富田地区を芳田学区より編入。
  - 6月4日 - 第6期復興工事竣工（玄関、校長室、3教室）。
- 1955年（昭和30年）4月7日 - 第7期復興工事竣工（職員室、1教室）。
- 1956年（昭和31年）3月19日 - 第8期復興工事竣工（2階建2教室）。
- 1958年（昭和33年）1月7日 - 第9期復興工事竣工（理科室、図書室）。
- 1959年（昭和34年）9月10日 - 校地拡張（3,109.6㎡）。
- 1960年（昭和35年）5月27日 - 南館校舎1期工事（鉄筋3階建6教室）。
- 1963年（昭和38年）10月6日 - 創立30周年並に体育館兼講堂落成記念式挙行。同日、校歌制定。
- 1964年（昭和39年）6月27日 - 水泳本プール並に補助プール竣工。
- 1965年（昭和40年）3月31日 - 南館校舎第2期工事竣工（鉄筋3階建6教室）。
- 1966年（昭和41年）
  - 1月31日 - 給食場工事竣工。
  - 3月31日 - 南館校舎第3期工事竣工（鉄筋3階建3教室、水洗便所）。
- 1969年（昭和44年）5月31日 - 東館特別校舎竣工（鉄筋4階建8教室、準備室）。
- 1974年（昭和49年）10月7日 - 北館第1期工事竣工（鉄筋4階建8教室）竣工式挙行。
- 1980年（昭和55年）9月4日 - 北館第2期工事竣工（鉄筋4階建6教室、玄関、応接室）。
- 1983年（昭和58年）
  - 3月30日 - 北館第3期工事竣工（鉄筋4階建4教室、管理室、放送室、印刷室、更衣室）。
  - 11月12日 - 創立50周年並に北館第3期工事竣工式挙行。
- 1988年（昭和63年）10月19日 - 新体育館竣工（1階給食室、保健室、用務員室、2階体育館兼講堂）。
- 1989年（平成元年）8月31日 - 南館の改修工事、集中下駄箱の整備。
- 1991年（平成3年）5月 - 造形砂場造成。
- 1994年（平成6年）
  - 6月14日 - プール竣工記念式挙行。
  - 10月28日 - 東館特別校舎大改修工事竣工。
- 1995年（平成7年）4月1日 - 院内学級開級式。
- 1999年（平成11年）4月1日 - インターネット導入。
- 2001年（平成13年）3月 - 体育館床面全面改修。
- 2002年（平成14年）
  - 4月1日 - 「かがやいている子を育てるアクションプラン」スタート。
  - 9月 - 児童支援教室「きらりルーム」開設。
  - 10月7日 - 創立70周年。
  - 10月x日 - 個別学習指導教室「キラリスタディールーム」開設。
- 2003年（平成15年）
  - 4月1日 - 知的障害児学級「かがやき学級」開設。
- 2004年（平成16年）
  - 1月16日 - ビオトープ造成。
  - 4月1日 - 情緒障害児学級開設。
- 2005年（平成17年）4月1日 - 情緒障害児学級増設。
- 2006年（平成18年）4月1日 - 知的障害児学級増設。
- 2007年（平成19年）4月1日 - シニアスクール岡南校開校。
- 2012年（平成24年）7月9日 - 創立80周年記念朝会。
- 2016年（平成28年）4月 - 北・東・南館耐震改修工事竣工。

## 学校教育目標
学校教育目標
- 「自らかがやこうとする子どもを育てる」
  - がんばる子…自主性・意欲を大切に夢や目標に向かって努力する子ども
  - やさしい子…思いやりの心をもち、自他を大切にできる子ども
  - 支え合う子…仲間と共存し、力を合わせて生活し、地域や社会に貢献できる子ども

## 学区
- 旭町（1番～3番・6番・130番を除く）・二日市町（56番・210番～213番・225番～228番）・旭本町・七日市東町・七日市西町・御舟入町・十日市東町・十日市中町・十日市西町・清輝橋4丁目8番（11号～15号）・岡南町1丁目・岡南町2丁目・奥田1丁目（2番12号・3番(5号・6号・18号)・4番～11番）・奥田2丁目・奥田本町（6番(10号～13号)・7番(6号を除く)・8番(18号～24号)・9番(7号・12号・16号)・10番(10号～20号)・11番～25番）・奥田西町・奥田南町・神田町1丁目・神田町2丁目・青江1丁目・青江2丁目・青江3丁目・青江4丁目・青江5丁目・富田[1]

## 学校周辺
- 岡山市岡南認定こども園 - 進学前こども園のひとつ
- 特別養護老人ホームあさひ園
- 岡山国際スケートリンク
- 国道30号線
- 岡山県立岡山南高等学校
- 岡山県道40号岡山港線
- 岡山電気軌道自動車事業本部（岡電バス）岡南営業所

## アクセス
- 岡電バス
  - 岡山駅方面からは、「00」[2]・「3H」・「11」・「21」・「22」・「41」・「51」・「52」・「62」の各系統で、「岡南小学校」バス停下車。
  - 岡山駅方面へは「1」・「2」・「3H」の各系統で、「岡南小学校」バス停下車。

## 主な進学先
- 岡山市立岡輝中学校

## 学区が隣接している学校
- 岡山市立清輝小学校
- 岡山市立鹿田小学校
- 岡山市立芳田小学校
- 岡山市立芳泉小学校
- 岡山市立福浜小学校
- 岡山市立平井小学校
- 岡山市立旭東小学校